# Oblivious
oblivious – debiutancki singel żeńskiego zespołu Kalafina. Wszystkie trzy utwory zostały wykorzystane jako motywy dla trzech pierwszych filmów anime Kara no kyōkai. Płyta została wydana 23 stycznia 2008 roku. Utwory te zostały także zawarte w minialbumie Re/oblivious.
Singel osiągnął 8 pozycję w rankingu Oricon, sprzedano 138 695 egzemplarzy.

## Lista utworów
Wszystkie utwory zostały skomponowane i napisane przez Yuki Kajiurę.
| Nr | Tytuł                                                   | Czas |
| -- | ------------------------------------------------------- | ---- |
| 1. | "oblivious"                                             | 4:23 |
| 2. | "Kimi ga hikari ni kaete iku" (jap. 君が光に変えて行く) | 4:43 |
| 3. | "Kizuato" (jap. 傷跡)                                   | 4:40 |

## Re/oblivious
Re/oblivious – debiutancki minialbum zespołu Kalafina. W Japonii płyta została wydana 23 kwietnia 2008 roku. Zamieszczone w albumie utwory są zremiksowanymi wersjami piosenek z singla oblivious.
Mini-album osiągnął 37 pozycję w rankingu Oricon, sprzedano 10 076 egzemplarzy.

### Lista utworów
Wszystkie utwory zostały skomponowane i napisane przez Yuki Kajiurę.
| Nr | Tytuł                                                                                  | Czas |
| -- | -------------------------------------------------------------------------------------- | ---- |
| 1. | "oblivious ~Fukan fukei mix" (jap. oblivious 〜俯瞰風景 mix)                           | 6:35 |
| 2. | "interlude 01"                                                                         | 2:34 |
| 3. | "Kimi ga hikari ni kaete iku ~acoustic ver." (jap. 君が光に変えて行く 〜acoustic ver.) | 3:39 |
| 4. | "interlude 02"                                                                         | 1:20 |
| 5. | "Kizuato ~piano² mix" (jap. 傷跡 〜piano² mix)                                         | 4:38 |
| 6. | "finale"                                                                               | 2:18 |